# 巴羅達鎮區 (密歇根州)
巴羅達鎮區（英語：Baroda Township）是位於美國密歇根州貝林縣的一個行政鎮區。

## 地方資料
巴羅達鎮區的面積為46.20平方千米，當中陸地面積為46.00平方千米，而水域面積為0.20平方千米。根據2020年美國人口普查的數據，當地共有人口2835人，而人口密度為每平方千米61.36人。